# Signy-l'Abbaye
 Signy-l'Abbaye  là một xã ở tỉnh Ardennes, thuộc vùng Grand Est ở phía bắc nước Pháp.